# Vejer de la Frontera
Vejer de la Frontera é um município da Espanha na província de Cádiz, comunidade autónoma da Andaluzia, de área 264 km² com população de 12828 habitantes (2007) e densidade populacional de 48,24 hab/km².
A praia de El Palmar, a dez quilómetros, pertence ao término municipal de Vejer de la Frontera. É uma povoação branca gaditana declarada conjunto histórico artístico em 1976 e I Prémio Nacional de Embelezamento de Aldeias em 1978.
Faz parte da rede de Aldeias mais bonitas de Espanha.

## Demografia
| Variação demográfica do município entre 1991 e 2004 | Variação demográfica do município entre 1991 e 2004 | Variação demográfica do município entre 1991 e 2004 | Variação demográfica do município entre 1991 e 2004 |
| --------------------------------------------------- | --------------------------------------------------- | --------------------------------------------------- | --------------------------------------------------- |
| 1991                                                | 1996                                                | 2001                                                | 2004                                                |
| 12793                                               | 12823                                               | 12540                                               | 12685                                               |

## Património
- Recinto muralhadoo
- Igreja do Divino Salvador
- Castelo
- Pátios
- Moinhos de vento
- Museu de Costumes e Tradições